# Hopi-reservatet
Hopi-reservatet er et indianerreservat med hovedsæde i byen Kykotsmovi, Arizona, USA.
Området ligger 256 km nordøst for Phoenix i Coconino County og Navajo County, helt omringet af Navajo-reservatet. Hopi-stammen har boet her siden det 12. århundrede. Området er kendt for kachina-dukker, kurvevævning, lerpotter og sølvsmykker.
Hopi-reservatet er beboet af Hopi-indianerstammen af shoshonegrenen af uto-azteker-sprogfamilien, en landsbygruppe i det sydvestlige kulturområde. Stammen kaldes også moqui, den lever i små grupper i landsbyer som ligger højt, næsten ved trægrænsen i det nordøstlige Arizona. I disse landsbyer blev hopi-kulturen bevaret langt ind i perioden med spansk og amerikansk dominans og de har derfor været intensivt studeret af antropologer.
Hopi-stammen er den eneste gren af shoshone-sproggruppen som succesfuldt tilpassede sig livet i landsbyer. I traditioner og socialorganisation er hopi-folket næsten identiske med andre landsbyindianere, og i dag er deres kultur langt bedre bevaret end kulturerne langs med Rio Grande.
Hopi-husene er bygget af kvinderne i rå sten og ler. Hopi-landsbyen Oraibi er en af de ældste bebyggelser i USA.